# ピアノ協奏曲第15番 (モーツァルト)
ピアノ協奏曲第15番 変ロ長調 K. 450 は、ヴォルフガング・アマデウス・モーツァルトが作曲したピアノ協奏曲である。

## 概要
1784年の3月15日にウィーンで自身が演奏する目的で作曲され、初演は同年の3月24日に行われた。本作からモーツァルトは、それまでのピアノ協奏曲のあり方を刷新し、自己の芸術的な欲求を打ち出したピアノ協奏曲を作曲するようになった。モーツァルトは本作から第17番（K. 453）までの3曲を「大協奏曲」と呼んで第14番（K. 449）と区別しているが、本作はピアノのテクニックや表現上の可能性の拡大が試みられているだけでなく、オーケストラの編成が増強され、オーケストラに独立した役割を与えている。
またモーツァルトは、父レオポルトに宛てた手紙の中で本作と第16番（K. 451）を比較して、
| 「 | 2つとも、ひと汗かかせる協奏曲だと思います。でも、難しさという点では変ロ長調の方がニ長調以上です。 | 」 |

と記しており、モーツァルト自身この作品の難易度の高さを指摘している。

## 楽器編成
独奏ピアノ、フルート（第3楽章のみ）、オーボエ2、ファゴット2、ホルン2、弦五部。

## 曲の構成
全3楽章、演奏時間は約24分。なお、モーツァルトは第2楽章の大部分を完成した後に根本的に作り直しており、その作り直す前の初稿が存在する（詳細は新モーツァルト全集の校訂報告より）。
- 第1楽章 アレグロ
変ロ長調、4分の4拍子、ソナタ形式。
お使いのブラウザーでは、音声再生がサポートされていません。音声ファイルをダウンロードをお試しください。
- 第2楽章 アンダンテ
変ホ長調、8分の3拍子、変奏曲形式。
お使いのブラウザーでは、音声再生がサポートされていません。音声ファイルをダウンロードをお試しください。
エレーン・シスマン（英語版）は、この楽章の旋律とフランツ・ヨーゼフ・ハイドンの『交響曲第75番』の第2楽章との類似性を指摘しており、モーツァルトがこの楽章を作曲する際にハイドンの作品を参考にしたのではないかと考えている[2]（なお、ハイドンの『交響曲第75番』はモーツァルトが大変気に入っていたことで知られている）。
- 第3楽章 アレグロ
変ロ長調、8分の6拍子、ロンドソナタ形式。
お使いのブラウザーでは、音声再生がサポートされていません。音声ファイルをダウンロードをお試しください。